# 铃形巨蟹蛛
铃形巨蟹蛛（学名：Heteropoda campanacea）为巨蟹蛛科巨蟹蛛属的动物。在中国大陆，分布于湖南、广西等地。该物种的模式产地在湖南桑植、广西大明山。